# 邓惠中
邓惠中（1904年—1949年11月27日），1904年出生在四川岳池，原名张惠中、张若兰，革命烈士。

## 生平
16岁时，邓惠中与邓福谦（中共早期党员）结了婚。出于对丈夫邓福谦的敬仰和深情，她改名为邓惠中。1930年，作为两个孩子的母亲，她考入了岳池女子师范学校。1938年丈夫邓福谦去延安后，她孤身一人带着三个孩子白天教书，晚上办农村夜校。她经常利用教师和校长的身份，在走家串户时进行抗日宣传，她还组织了妇女抗敌后援会，团结进步群众一起投身到抗日救亡运动中去。
1939年8月，邓惠中加入中国共产党。她深入农村，发动群众，发展一批先进分子入党，壮大革命力量。
1946年，邓惠中在岳池加入中国民主同盟。1947年她去川北学习军事，回来后发动群众，进行战术演习、练兵。在这个时期她迅速成长为一名共产主义战士，成为华蓥山游击队的组织者、培训者和指挥员，“双枪老太婆”的名号叫敌人丧胆。
1948年的岳池、武胜起义失败后，邓惠中带领全家居于乡下。8月初，次子邓诚去武胜新场执行联络任务，途中不幸被捕。她闻讯后，于8月4日带领长子邓永义、女儿邓叶芸、未婚儿媳张淑珍等潜回家中，准备次日去营救邓诚。不料在做饭时，被隔壁邻居听到消息告密，全家被捕。
在军统半个多月的审讯中，邓惠中坚定沉着，毫不动摇。军统把她捆起来，用竹签从指甲钉进去，钉一下问一句。她脸上挂满了豆大汗珠，咬紧牙关，直到昏死过去。军统又惨无人道地施以多种酷刑，但她仍坚贞不屈。后来她和次子邓诚一起被押送至位于重庆的国民政府军统局渣滓洞监狱。
1949年11月27日，在重庆一一·二七大屠杀中，邓惠中与其子邓诚同时被杀害，时年45岁。